# Qian Nengxun

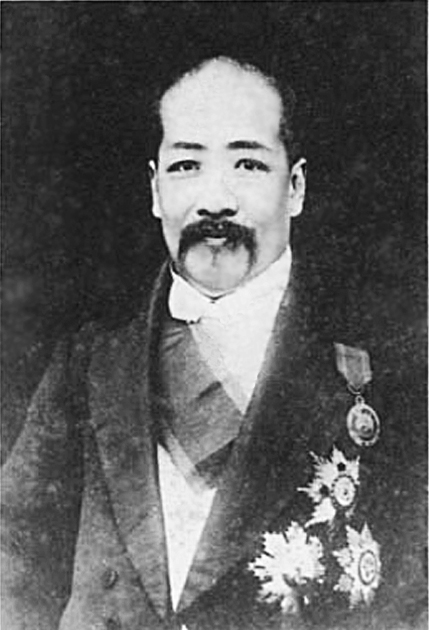
Retrato de Qian Nengxun.

Qian Nengxun (chino tradicional: 錢能訓; chino simplificado: 钱能训; pinyin: Qián Néngxùn; 1870 - 5 de junio de 1924) fue un político chino y dos veces Premier de la República de China durante el gobierno de Beiyang.
Fue nombrado ministro de Asuntos Internos entre 1917 y 1919. En 1918 sucedió en forma interina a Wang Shizhen como Premier, siendo sustituido al mes siguiente por Duan Qirui; pero con la popularidad de Duan en descenso, éste debió renunciar y nuevamente Qian asumió interinamente como Premier desde octubre de 1918 hasta junio de 1919, cuando renunció producto del creciente conflicto entre los bandos Anhui y Zhili, al que pertenecía.
| Predecesor: Wang Shizhen Duan Qirui | Primer ministro de la República de China (en funciones) 1918 1918-1919 | Sucesor: Duan Qirui Gong Xinzhan |

- Datos: Q6094039
- Multimedia: Qian Nengxun / Q6094039